# アレクサンドル・フェクリソフ
アレクサンドル・セミョーノヴィッチ・フェクリソフ（露: Александр Семенович Феклисов, 1914年3月9日 - 2007年10月26日）は、ソ連KGBに所属していた職業的諜報員。大佐。ロシア連邦英雄。ジュリアス・ローゼンバーグやクラウス・フックスを採用したことで知られている。

## 経歴
モスクワの鉄道転轍手の家庭に生まれる。7年制学校卒業後、工場学校で学び、工場で働く。1939年、モスクワ通信大学無線学部を卒業。
大学卒業後、特別任務学校の教育に送られ、1940年に卒業した。卒業後、内務人民委員部（NKVD）国家保安総局第5（外国）課アメリカ班に配属される。断続的な仕事の後、副課長のM.プルドニコフは、フェクリソフを無線手としてニューヨークに派遣することを決定した。
1941年2月、日本経由でニューヨークに着任し、1946年まで、アメリカニューヨークのソ連領事館に対外諜報部の科学技術情報担当者として勤務していた。当時の上司はアナトリー・ヤコヴレフ。仕事の中には、アメリカ共産党に共感する者や補助する秘密組織からスパイ活動に従事するエージェント候補を採用することも含まれていた。
ジュリアス・ローゼンバーグはフェクリソフに採用された新人の中の一人だった。1943年から1946年までの間に、フェクリソフはローゼンバーグと少なくとも50回におよぶ打ち合わせの報告を行っている。フェクリソフによると、ローゼンバーグは電子工学に関する最高機密を提供したり、産業スパイのネットワーク構築を助けたりしたが、機密の内容である原子爆弾については「彼は何も理解していなかった」と語っている。また、ジュリアスの妻であり夫と共に死刑になったエセル・グリーングラス・ローゼンバーグについては、彼女のソ連のエージェント育成者に直接会ったことは無いと述べ、「この件と関係は無い」「全くもって潔白だ」と語っている。
フェクリソフは、他にもジョエル・バーやアルフレッド・サランなどソ連の原爆スパイネットワークの担当をしていた。
1946年8月、フェクリソフはソ連に戻り、中央機構で働いた。1947年、科学技術諜報担当副支局長としてロンドンに派遣された。ロンドン滞在期間、フックスとの接触を維持し、水爆に関する情報を入手した。フックスの逮捕後、1950年4月にモスクワに戻り、副課長に任命された。
1953年～1955年、ソ連国家保安省（MGB）諜報担当副主任顧問としてチェコスロバキアで働き、チェコスロバキア内務省内の諜報機関の創設を助力した。1956年～1960年、ソ連国家保安委員会第1総局アメリカ課長。
1960年8月には、駐ワシントン支局長として再びアメリカに戻っている。1962年のキューバ危機の際には、アメリカがキューバに武力侵攻しない代わりにソ連がキューバのミサイルや基地を解体するという、危機回避の基礎となった案の提案を行っている。
ソ連帰国後、赤旗大学で働く。1974年、退役。

## パーソナル
1996年、ロシア連邦英雄の称号が授与された。その外、労働赤旗勲章2個、赤星勲章2個、名誉記章勲章を受章。
歴史科学準博士。ロシア対外情報庁名誉職員。
1994年、米英での仕事を叙述した回想録「海の向こうと島国で」（ロシア語: За океаном и на острове）を出版。

## フェクリソフが登場するドラマ・映画
1974年のアメリカのテレビドラマ『十月のミサイル』（英: The Missiles of October）ではハリス・ユーリンが、2000年の映画『13デイズ』ではボリス・リー・クルトノフが、それぞれフェクリソフを演じている。